# گراند پلاس
گراندپلاس (فرانسوی:[ɡʁɑ̃ plas] Grand-Place، به انگلیسی:Grand Square) میدان مرکزی بروکسل است؛ که با فروشگاه‌های مختلف و تالار شهر احاطه شده‌است. این میدان مهم‌ترین، جاذبه توریستی شهر است و در نزدیکی بنای اتومیوم و مجسمه پسر بچه واقع شده و از مهم‌ترین و برجسته‌ترین جاذبه توریستی در بروکسل است است.
این مکان در سال ۱۹۹۸ در میراث جهانی یونسکو به ثبت رسید.